# Brendan Smyth

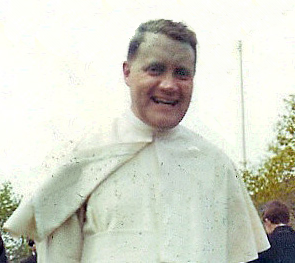
Brendan Smyth (etwa 1965)

Brendan Smyth Prämonstratenser (* 8. Juni 1927 in Belfast; † 22. August 1997 in einem Gefängnis von County Kildare) war ein römisch-katholischer Priester und notorischer Pädokrimineller, der seinen Beruf dazu nutzte, um Zugang zu seinen Opfern und Schutz vor Verfolgung zu erhalten. Während eines Zeitraums von mehr als 40 Jahren konnte er so unbehelligt etwa neunzig Kinder in Pfarreien in Belfast, Dublin und den USA missbrauchen und sexuell misshandeln. Den Missbrauch deckte unter anderem der frühere Vorsitzende der irischen Bischofskonferenz, Kardinal Seán Brady, indem er als Priester anwesend war, als zwei von Brendan Smyth missbrauchte Jugendliche dazu gebracht wurden, ein Schweigegelübde abzulegen, und er nichts unternahm.

## Leben und Ordination
Smyth wurde im Jahr 1945 Mitglied des katholischen Prämonstratenserordens. Dem Orden waren die Missbrauchsverbrechen von Smyth bereits in den späten 1940er Jahren bekannt. Doch vom katholischen Orden wurde weder die irische Polizei Garda Síochána noch die Royal Ulster Constabulary eingeschaltet. Stattdessen wurden Opfer zum Schweigen gebracht und Smyth immer dann von Gemeinde zu Gemeinde bzw. von einer Diözese zur anderen versetzt, sobald Anschuldigungen gegen ihn erhoben wurden. In einigen Fällen wurde bei der Diözese nicht mitgeteilt, dass gegen Smyth Vorwürfe des Kindesmissbrauchs erhoben worden waren und er sich von Kindern fernhalten sollte.

## Verhaftung, Gefängnis und Tod
Seine Verhaftung im Jahr 1994 trug maßgeblich zum Zusammenbruch der irischen Regierungskoalition bei, als die unsachgemäße Bearbeitung eines Auslieferungsersuchen der irischen Polizei durch den irischen Generalstaatsanwalt das Verfahren monatelang verzögerte. In einer preisgekrönten Reportage des Fernsehsenders UTV wurde dem Leiter des Prämonstratenserordens und dem Erzbischof von Armagh ein völlig falscher Umgang mit dem Fall vorgeworfen. Den Prämonstratenserorden beschuldigte man in der in Irland viel beachteten Reportage des Versagens und der Schuld durch Schweigen, die es Smyth erst ermöglichte, 40 Jahre lang Kinder zu vergewaltigen.
Smyth wurde wegen des Kindesmissbrauchs zu einer siebenjährigen Haftstrafe verurteilt. Er starb im Jahr 1997 im Gefängnis an einem Herzinfarkt und wurde vom Orden in den frühen Morgenstunden beerdigt; sein Grab wurde mit Beton abgedeckt, um Vandalismus zu verhindern.

## Spätere Untersuchungen
Im Jahr 2010 wurde der römisch-katholische Erzbischof von Armagh, Kardinal Seán Brady mit Rücktrittsforderungen konfrontiert. Er hatte eingeräumt, dass er im Jahr 1975 anwesend war, als zwei jugendliche Opfer einen Eid leisten mussten, über eine kirchliche Untersuchung zu schweigen, in der Missbrauchsvorwürfe gegen Smyth behandelt worden waren. Opfergruppen sahen dies als Beweis für Absprachen und Vertuschung. Kardinal Brady sagte allerdings, ihm habe die Kraft gefehlt, Smyth der Polizei zu überstellen.